# Sega Mega-Play
La Sega Mega-Play es una videoconsola de arcade lanzada por Sega en 1989. Esta videoconsola reemplazó rápidamente a la Sega Mega-Tech. Esta versión utiliza las operaciones tradicionales de arcade, en las cuales, los créditos comprados son usados para comprar vidas.
Como la Mega-Tech, la Sega Mega-Play fue lanzada en Europa, Australia y Asia (incluyendo Japón) pero no en América del Norte.